# Die Nächte der Cabiria
Die Nächte der Cabiria (Originaltitel: Le notti di Cabiria) ist ein Filmdrama des italienischen Regisseurs Federico Fellini aus dem Jahr 1957. In dem Drama steht eine römische Prostituierte (gespielt von Fellinis Ehefrau Giulietta Masina) im Mittelpunkt, die trotz Enttäuschungen und Demütigungen von Männern ihre naive Hoffnung auf Liebe und Glück nicht aufgeben will. Thematisch ist Cabiria eine optimistische Variation der Gelsomina aus Fellinis La Strada – Das Lied der Straße (1954), die ebenfalls von Masina verkörpert wurde.
Der von Dino De Laurentiis produzierte Film erhielt zahlreiche Preise und wurde unter anderem mit dem Oscar in der Kategorie „Bester internationaler Film“ prämiert. 
Als einer von insgesamt acht Fellini-Filmen, wurde der Schwarzweißfilm, 2008 auf die offizielle, vom italienischen Kulturministerium gebilligte Liste „100 erhaltenswerte italienische Filme“ aufgenommen. Die 100 ausgewählten Filme entstanden zwischen 1942 und 1978 und haben das kollektive Gedächtnis Italiens maßgeblich geprägt.

## Handlung
Maria Ceccarelli, genannt „Cabiria“, ist ein unscheinbares, naives Straßenmädchen aus Rom. Ihr Zuhälter hat sie über Monate ausgenutzt und schließlich in einen Fluss gestoßen, nur um ihre Handtasche samt Geld zu stehlen. Fassungslos darüber, dass man ihr für so wenig so viel Leid antun konnte, verbrennt sie die Erinnerungsstücke an ihn. Trotz der Demütigungen, Enttäuschungen und des versuchten Mordes glaubt Cabiria unerschütterlich an das Glück und die Liebe.
Eines Abends begegnet sie dem Schauspieler Alberto, der gerade mit seiner Freundin Streit hatte. Aus einer Laune heraus nimmt er Cabiria mit zu sich nach Hause. Als seine Freundin überraschend zurückkehrt, muss Cabiria die Nacht eingeschlossen im Badezimmer verbringen – gedemütigt und doch gefasst.
Gemeinsam mit ihren Kolleginnen nimmt sie an einer Wallfahrt zu einer Madonna teil. In einem Gespräch mit einem Franziskanerbruder gesteht sie, dass sie sich der Gnade Gottes nicht würdig fühle – ein Moment tiefer innerer Verlorenheit.
Später gerät sie in einem Vorstadt-Varieté in die Hände eines Hypnotiseurs, der sie auf der Bühne in Trance versetzt. In diesem Zustand offenbart sie vor dem johlenden Publikum ihre tiefe Sehnsucht nach Liebe, Geborgenheit und Vertrauen. Ein Mann namens Oscar D’Onofrio nimmt nach dieser Vorführung Kontakt zu ihr auf. Er gibt sich als schüchterner, ehrlicher Angestellter aus und macht ihr den Hof. Cabiria, von seiner Zuneigung überwältigt, glaubt, endlich den Mann fürs Leben gefunden zu haben. Sie verkauft ihr kleines Haus, hebt all ihre Ersparnisse ab und macht sich mit Oscar auf den Weg, ein neues Leben zu beginnen.
Doch als sie mit ihm an einem einsamen Abhang am Meer steht, wird ihr klar, dass sie einem Heiratsschwindler aufgesessen ist. In einem Moment tiefster Verzweiflung wirft sie ihm ihre Tasche mit dem gesamten Geld vor die Füße und fleht ihn an, sie zu töten. Doch Oscar nimmt das Geld und verschwindet.
Zerschmettert, aber nicht gebrochen, kehrt Cabiria nach Rom zurück. Auf dem Heimweg begegnet sie einer fröhlichen Gruppe junger Menschen. Getröstet von ihrer Unbekümmertheit, ringt sich Cabiria zu einem Lächeln durch – ein Lächeln voller Schmerz, aber auch voller neuer Hoffnung.

## Interpretation
Die Nächte der Cabiria erzählt die Geschichte einer Frau, die immer wieder enttäuscht und verletzt wird, aber trotzdem nicht den Glauben an Liebe und ein besseres Leben verliert. Der Film zeigt das harte Leben am Rand der Gesellschaft und stellt eine Figur in den Mittelpunkt, die trotz aller Rückschläge Würde und Hoffnung bewahrt.
Fellini verbindet einfache, realistische Szenen mit Momenten voller Gefühl und Symbolik. Dabei entsteht das Bild einer Frau, die zwar naiv wirkt, aber eine große innere Stärke besitzt. Der offene, hoffnungsvolle Schluss unterstreicht die zentrale Botschaft des Films: Selbst im größten Schmerz kann ein neuer Anfang möglich sein.

## Kritiken
Der film-dienst bemerkte, dass in Cabiria „unwandelbar die fast schmerzend-heftige Sehnsucht nach Reinheit, nach Menschlichkeit gegenwärtig“ sei. Der Dialog mit dem Franziskanerbruder sei der „Angelpunkt des Films“. Fellini würde damit aufzeigen wollen, dass „die Gnade Gottes auch in den Unerleuchteten ist“. Trotz des intensiven Spiels von Giulietta Masina sei Die Nächte der Cabiria „nicht ganz so geschlossen, so unangreifbar geraten […] wie 'La Strada"'“. Es wurde auf die Wallfahrtssequenz hingewiesen, die bei deutschen Kinozuschauern einen „unangenehmen, fast hysterischen Eindruck“ hinterlassen würde. Dennoch habe die Jury des Internationalen Katholischen Filmbüros (OCIC) Fellinis Regiearbeit mit einer besonderen Empfehlung ausgezeichnet.
„Die Leere meiner Gestalten füllte sich früher mit Hoffnungen und mit menschlichen Wirklichkeiten. Cabiria gelingt es, ihre Leere mit einer viel tiefer reichenden Wirklichkeit auszufüllen“, so Federico Fellini. „Die Serenade am Ende ist menschliche und lebenspendende Gnade. Der Film und Cabiria schließen nicht aus, daß diese Gnade voller Menschlichkeit das Vorspiel von Gottes Gnade ist. Aber das bleibt im Film mit Recht ein Geheimnis Cabirias.“
Nach Reclams Filmführer ist die Titelfigur eine Verwandte der Gelsomina aus La Strada. Gemeinsamkeiten wären die Naivität, aber Cabiria sei „aktiver“ und kämpfe – wenn auch mit geringem Erfolg – um ihr Glück. Der Film sei als „Hommage an eine Arme im Geiste“ zu verstehen und nicht als Sozialkritik. Der Beruf der Prostituierten „dürfte nur Metapher für ihre äußerliche Einsamkeit und Erniedrigung sein“.
Der US-amerikanische Journalist Joshua Klein pries den Film als „Klassiker“. Fellini mache aus Cabirias Geschichte keine „Mitleidsstory“. „Sie ist eine starke, stolze Frau, die kämpft und sich nach jedem Rückschlag wieder aufrafft und den Marsch in ein neues, besseres Leben von vorn beginnt.“
Ende der 90er Jahre erschien eine restaurierte Fassung des Films, die unter anderem eine Szene enthält, die seinerzeit der italienischen Zensur zum Opfer fiel. In dieser führt ein guter Samariter („Mann mit Sack“) die Titelfigur zu Menschen, die in Höhlen im Untergrund leben und von ihm mit Essen versorgt werden. Die als religiöser Vorwurf verstandene, „mysteriöse“ Szene wurde daraufhin auf Betreiben von römisch-katholischen Behörden aus dem Film entfernt, so die US-amerikanische Kritikerin Janet Maslin (The New York Times), obwohl es viele davon in dem Film gäbe.

## Auszeichnungen
1957 erhielt Giulietta Masina bei den Internationalen Filmfestspielen von Cannes den Darstellerpreis, während Federico Fellini um die Goldene Palme konkurrierte, aber gegenüber der US-amerikanischen Produktion Lockende Versuchung das Nachsehen hatte. Im selben Jahr wurde Giulietta Masina beim San Sebastián International Film Festival als Beste Darstellerin sowie Dino De Laurentiis mit einem David di Donatello für die Beste Produktion geehrt.

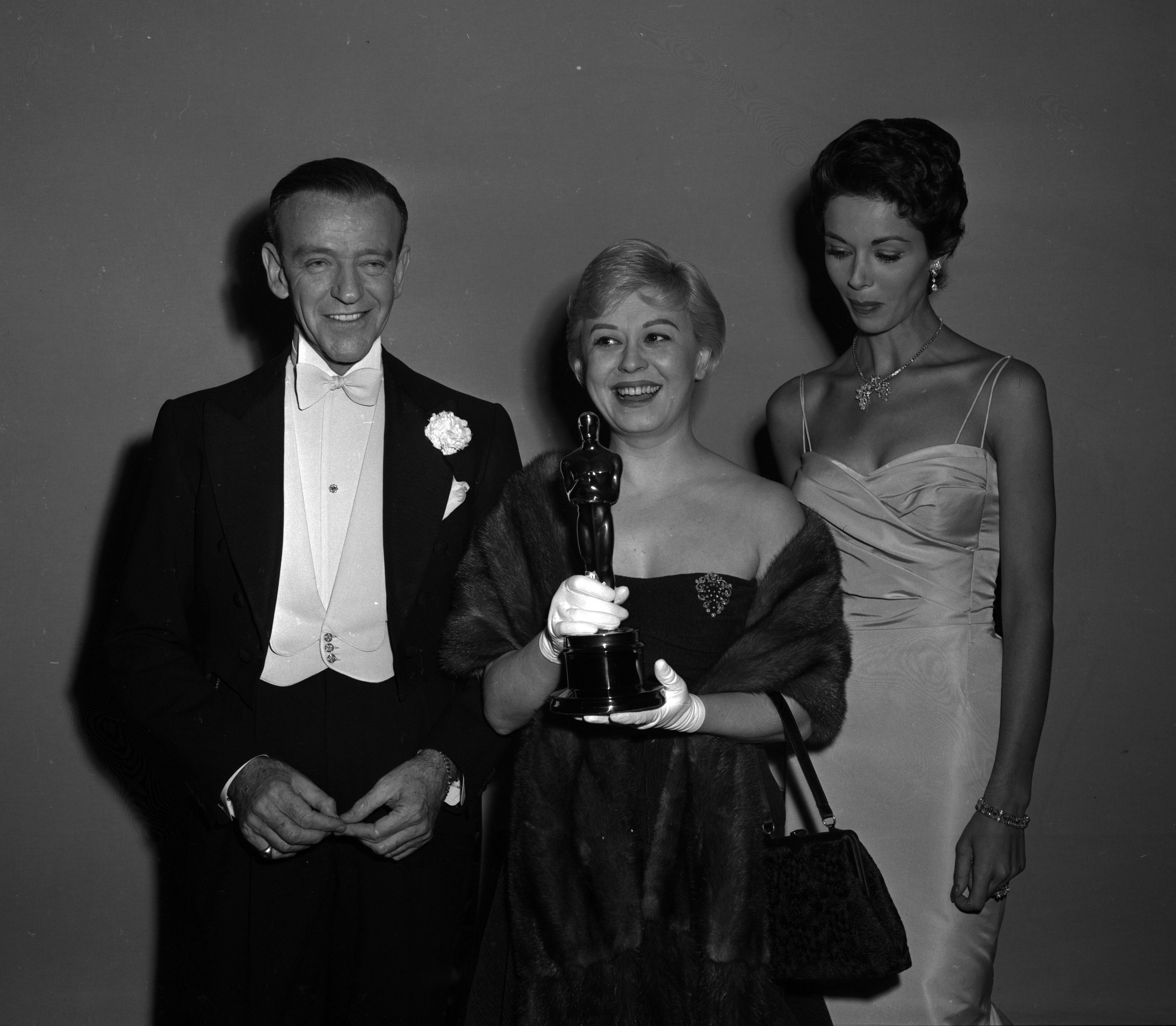
Fred Astaire, Giulietta Masina mit ihrem Oscar in den Händen und Dana Wynter, 30th Annual Academy Awards, 26. März 1958

1958 gewann der Film den Oscar als bester fremdsprachiger Film, nachdem im Jahr zuvor Fellinis La Strada – Das Lied der Straße triumphiert hatte. Das Sindacato Nazionale Giornalisti Cinematografici Italiani, die Vereinigung der italienischen Filmjournalisten, zeichnete Die Nächte der Cabiria mit Auszeichnungen in den Kategorien Beste Hauptdarstellerin (Giulietta Masina), Bester Regisseur (Frederico Fellini), Beste Produktion (Dino De Laurentiis) sowie Beste Nebendarstellerin (Franca Marzi) aus.
1959 folgten Nominierungen für die British Film Academy Awards in den Kategorien Bester Film und Beste ausländische Darstellerin (Giulietta Masina) sowie der CEC Award in der Kategorie Bester ausländischer Film. Auch gab es 1959 für den Film den katalanischen Filmpreis Sant Jordi in den Kategorien Beste ausländische Schauspielerin (Giulietta Masina), Bester ausländischer Regisseur (Frederico Fellini), Bester ausländischer Film (Frederico Fellini) sowie Bestes ausländisches Drehbuch (Ennio Flaiano, Tullio Pinelli, Pier Paolo Pasolini).

## Adaptionen
Der Stoff des Films wurde 1966 von Neil Simon zum Musical Sweet Charity verarbeitet und am Broadway aufgeführt. 1969 wurde dieses wiederum von Bob Fosse mit Shirley MacLaine verfilmt.